# Weiprecht I. von Helmstatt

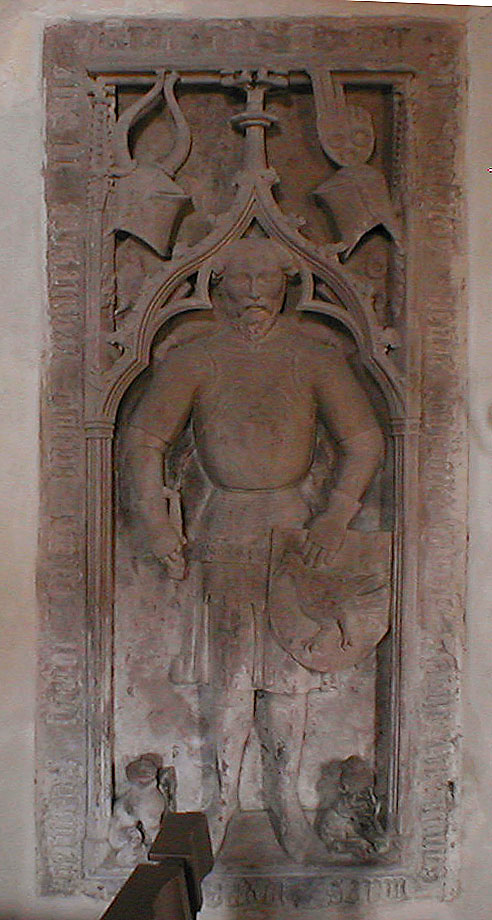
Weiprecht I. von Helmstatt, Grabplatte in der Totenkirche Neckarbischofsheim

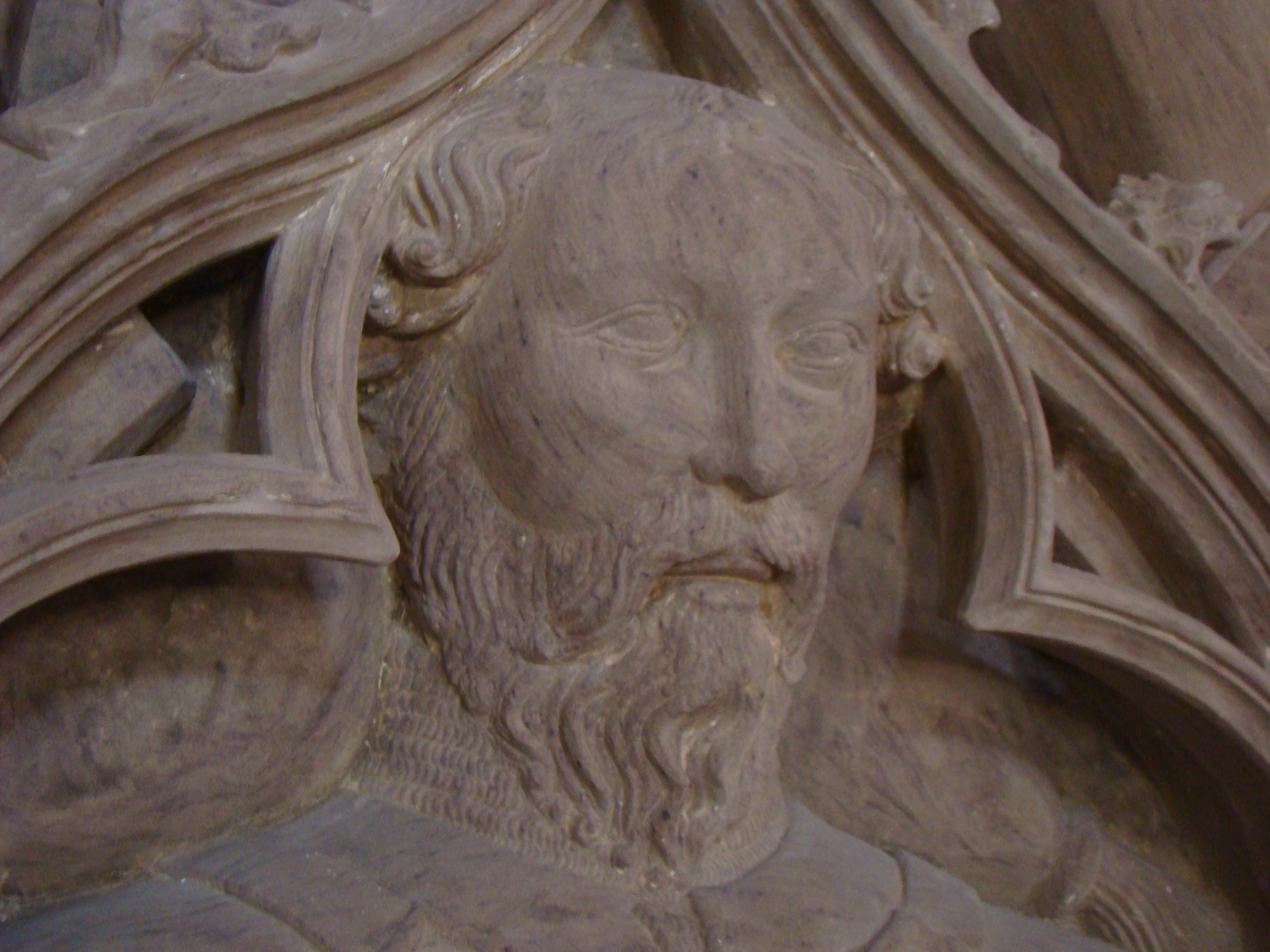
Detail der Grabplatte

Weiprecht I. von Helmstatt (* 1343; † 5. Dezember 1408; auch: Wiprecht der Alte) war pfälzischer Rat und Vogt im Oberamt Bretten. Er entstammte der reichsritterschaftlichen Familie der Herren von Helmstatt und begründete einen Weiprechtschen Stamm der Bischofsheimer Linie der Familie.

## Familie
Weiprecht war der Sohn des Raban von Helmstadt († 11. März 1343) und der Adelheid Rüdt von Collenberg. Er war seit 1360 verheiratet mit Anna von Neipperg († 1415), Tochter des Reinhard von Neipperg und der Mechthild von Gemmingen. Aus dieser Ehe entstammen acht Kinder: Conrad († 6. Januar 1392), Domherr zu Speyer, Raban (* um 1362; † 4. November 1439), Bischof von Speyer und Erzbischof von Trier, Weiprecht (* 1369; † 1421), Eberhard († 24. August 1404), Reinhard der Ältere († 16. November 1399), Hans († 1422), Reinhard der Junge († 17. Juli 1404) und eine Tochter, die mit Gerhard Schenck und Herr zu Erbach verheiratet war.

## Leben
Weiprecht hatte gemeinsam mit seinem Bruder Raban III. die Lehnsherrschaft über Bischofsheim und Helmstadt sowie ab 1368 über drei Viertel von Obergimpern und Untergimpern. Er erwarb das alleinige Lehen über Bischofsheim von seinem Bruder am 24. Juni 1378. Am 20. April 1380 erwarb er von Graf Rudolf III. von Hohenberg auch ein anteiliges Lehnsrecht über Flinsbach und wurde im selben Jahr Lehnsherr über Gondelsheim.
Er war als einflussreicher pfälzischer Rat Geldgeber und enger Vertrauter des Pfalzgrafen Ruprecht III., der 1400 König des Heiligen Römischen Reiches wurde und ihn 1401 als Berater seines Sohnes und Reichsverwesers Ludwig III. bestimmte.
Die Bischofsheimer Linie der Herren von Helmstatt wurde von den folgenden Söhnen fortgeführt: Reinhard dem Älteren (Ast Bischofsheim), Weiprecht II. und Hans I. (Ast Oberöwisheim-Hochhausen und Ast Grumbach).
In der Totenkirche Neckarbischofsheim befindet sich eine Grabplatte für Weiprecht I. von Helmstatt. Das große Grabdenkmal im Stil der Gotik spiegelt die Bedeutung des Verstorbenen wider.